# مغنامقاومت تونلی

Magnetic tunnel junction (schematic)

مقاومت مغناطیسی تونل ( TMR ) یک اثر مغناطیسی مقاومتی است که در یک اتصال تونل مغناطیسی ( MTJ ) رخ می دهد، که جزء متشکل از دو فرومغناطیس است که توسط یک عایق نازک از هم جدا شده اند. اگر لایه عایق به اندازه کافی نازک باشد (معمولاً چند نانومتر )، الکترون ها می توانند از یک فرومغناطیس به دیگری تونل بزنند . از آنجایی که این فرآیند در فیزیک کلاسیک ممنوع است، مقاومت مغناطیسی تونل یک پدیده کاملاً مکانیکی کوانتومی است و در مطالعه اسپینترونیک نهفته است.
اتصالات تونل مغناطیسی در فناوری لایه نازک ساخته می شوند. در مقیاس صنعتی، رسوب فیلم توسط رسوب کندوپاش مگنترون انجام می شود. در مقیاس آزمایشگاهی از اپیتاکسی پرتو مولکولی ، رسوب لیزر پالسی و رسوب فیزیکی بخار پرتو الکترونی نیز استفاده می شود. اتصالات توسط فوتولیتوگرافی تهیه می شوند.
توصیف پدیدارشناختی
جهت دو مغناطش لایه های فرومغناطیسی را می توان به صورت جداگانه توسط یک میدان مغناطیسی خارجی تغییر داد. اگر مغناطش‌ها در جهت موازی باشند، به احتمال زیاد الکترون‌ها از لایه عایق تونل می‌کنند تا اگر در جهت مخالف (ضد موازی) باشند. در نتیجه، چنین اتصالی را می توان بین دو حالت مقاومت الکتریکی سوئیچ کرد، یکی با مقاومت کم و دیگری با مقاومت بسیار بالا.
تاریخچه
این اثر در ابتدا در سال 1975 توسط میشل ژولیر (دانشگاه رن، فرانسه) در اتصالات Fe / Ge - O / Co -4.2 K کشف شد. تغییر نسبی مقاومت حدود 14٪ بود و توجه زیادی را به خود جلب نکرد.  در سال 1991 ترونوبو میازاکی ( دانشگاه توهوکو ، ژاپن) تغییری 2.7 درصدی در دمای اتاق پیدا کرد. بعداً، در سال 1994، میازاکی 18٪ را در اتصالات آهن که توسط یک عایق اکسید آلومینیوم آمورف جدا شده بود . بیشترین اثرات مشاهده شده در این زمان با آلومینیوم عایق های اکسید در دمای اتاق حدود 70 درصد بود.
از سال 2000، موانع تونلی از اکسید منیزیم کریستالی (MgO) در دست توسعه بوده است. در سال 2001 باتلر و ماتون به طور مستقل پیش بینی نظری کردند که با استفاده از آهن به عنوان فرومغناطیس و MgO به عنوان عایق، مقاومت مغناطیسی تونل می تواند به چندین هزار درصد برسد.   در همان سال بوون و همکاران. اولین کسانی بودند که آزمایش‌هایی را گزارش کردند که نشان‌دهنده TMR قابل‌توجهی در یک اتصال تونل مغناطیسی مبتنی بر MgO [Fe/MgO/FeCo(001)] بود.  در سال 2004، پارکین و یواسا توانستند اتصالات Fe/MgO/Fe ایجاد کنند که در دمای اتاق به بیش از 200 درصد TMR می‌رسد.   در سال 2008، اثرات تا 604٪ در دمای اتاق و بیش از 1100٪ در 4.2 K در اتصالات CoFeB/MgO/CoFeB توسط S. Ikeda، H. Ohno گروهی از دانشگاه توهوکو در ژاپن مشاهده شد. 
کاربرد
هد خواندن هارد دیسک مدرن بر اساس اتصالات تونل مغناطیسی کار می کند. TMR، یا به طور خاص تر، اتصال تونل مغناطیسی، همچنین اساس MRAM ، نوع جدیدی از حافظه غیر فرار است. فن‌آوری‌های نسل اول برای نوشتن داده‌ها روی هر بیت به ایجاد میدان‌های مغناطیسی متقاطع روی آن تکیه می‌کردند، اگرچه این رویکرد محدودیت مقیاس‌پذیری در حدود 90-130 نانومتردارد.  در حال حاضر دو تکنیک نسل دوم در حال توسعه وجود دارد: سوئیچینگ با کمک حرارتی (TAS)  و گشتاور انتقال چرخشی .
اتصالات تونل مغناطیسی نیز برای کاربردهای سنجش استفاده می شود. امروزه آنها معمولاً برای سنسورهای موقعیت و سنسورهای جریان در کاربردهای مختلف خودرو، صنعتی و مصرف کننده استفاده می شوند. این سنسورهای با کارایی بالاتر به دلیل عملکرد بهبود یافته، در بسیاری از کاربردها جایگزین سنسورهای هال می شوند. 
توضیح فیزیکی

Two-current model for parallel and anti-parallel alignment of the magnetizations

تغییر مقاومت نسبی - یا دامنه اثر - به این صورت تعریف می شود
{\displaystyle \mathrm {TMR} :={\frac {R_{\mathrm {ap} }-R_{\mathrm {p} }}{R_{\mathrm {p} }}}}
Rap مقاومت الکتریکی در حالت ضد موازی است، در حالی که 
Rp مقاومت در حالت موازی است.
اثر TMR توسط Jullière با قطبش اسپین الکترودهای فرومغناطیسی توضیح داده شد. قطبش اسپین P از چگالی حالت های وابسته به اسپین (DOS) محاسبه می شود. Dدر انرژی فرمی :
{\displaystyle P={\frac {{\mathcal {D}}_{\uparrow }(E_{\mathrm {F} })-{\mathcal {D}}_{\downarrow }(E_{\mathrm {F} })}{{\mathcal {D}}_{\uparrow }(E_{\mathrm {F} })+{\mathcal {D}}_{\downarrow }(E_{\mathrm {F} })}}}
الکترون‌های اسپین‌آپ الکترون‌هایی هستند که جهت‌گیری اسپین موازی با میدان مغناطیسی خارجی دارند، در حالی که الکترون‌های اسپین‌آپ دارای هم‌ترازی ضد موازی با میدان خارجی هستند. تغییر مقاومت نسبی اکنون توسط قطبش اسپین دو فرومغناطیس P1 و P2 به دست می‌آید:
{\displaystyle \mathrm {TMR} ={\frac {2P_{1}P_{2}}{1-P_{1}P_{2}}}}
اگر ولتاژی به محل اتصال اعمال نشود، الکترون ها در هر دو جهت با نرخ های مساوی تونل می کنند. با ولتاژ بایاس U ، الکترون‌ها ترجیحاً به الکترود مثبت تونل می‌کنند. با این فرض که اسپین در حین تونل زنی حفظ می شود، جریان را می توان در یک مدل دو جریانی توصیف کرد. جریان کل به دو جریان جزئی تقسیم می شود، یکی برای الکترون های اسپین بالا و دیگری برای الکترون های اسپین پایین. اینها بسته به حالت مغناطیسی اتصالات متفاوت است.
دو امکان برای به دست آوردن حالت ضد موازی تعریف شده وجود دارد. اول، می توان از فرومغناطیس ها با فشارهای مختلف (با استفاده از مواد مختلف یا ضخامت های مختلف فیلم) استفاده کرد. و دوم، یکی از فرومغناطیس ها را می توان با یک ضد فرومغناطیس جفت کرد ( بایاس تبادلی ). در این مورد، مغناطش الکترود جفت نشده "آزاد" باقی می ماند.
TMR بی نهایت می شود اگر P 1 و P 2 برابر 1 باشند، یعنی اگر هر دو الکترود 100٪ قطبش اسپین داشته باشند. در این حالت اتصال تونل مغناطیسی به یک کلید تبدیل می شود که به صورت مغناطیسی بین مقاومت کم و مقاومت بی نهایت سوئیچ می کند. موادی که برای این مورد در نظر گرفته می شوند، نیمه فلزات فرومغناطیسی نامیده می شوند. الکترون های رسانش آنها کاملاً قطبی اسپین هستند. این ویژگی از نظر تئوری برای تعدادی از مواد (مانند CrO 2 ، آلیاژهای مختلف Heusler ) پیش‌بینی شده است، اما تأیید تجربی آن موضوع بحث‌های ظریفی بوده است. با این وجود، اگر تنها الکترون هایی را در نظر بگیریم که وارد انتقال می شوند، اندازه گیری های بوون و همکارانش. تا 99.6%  قطبش اسپین در سطح مشترک بین La 0.7 Sr 0.3 MnO 3 و SrTiO 3 به طور عملی به اثبات تجربی این خاصیت می رسد.
TMR با افزایش دما و افزایش ولتاژ بایاس کاهش می یابد. هر دو را می توان در اصل با تحریکات و برهمکنش های ماگنون با ماگنون ها و همچنین به دلیل تونل زدن با توجه به حالت های موضعی ناشی از جای خالی اکسیژن درک کرد (بخش فیلتر متقارن را در ادامه ببینید). 
تقارن فیلتر در موانع تونل
قبل از معرفی اکسید منیزیم اپیتاکسیال (MgO)، اکسید آلومینیوم آمورف به عنوان مانع تونل MTJ استفاده می شد و دمای معمولی اتاق TMR  در محدوده ده ها درصد بود. موانعMgO مقاومت مغناطیسی تونل  را به صدها درصد افزایش داد. این افزایش بزرگ منعکس کننده ترکیبی هم افزایی از الکترود و ساختارهای الکترونیکی مانع است که به نوبه خود نشان دهنده دستیابی به اتصالات منظم ساختاری است. در واقع، MgO انتقال تونلی الکترون‌ها را با تقارن خاصی فیلتر می‌کند که در جریان جریانی که در الکترودهای مکعبی مبتنی بر آهن BCC جریان دارد، کاملاً قطبی شده‌اند. بنابراین، در حالت موازی (P) مغناطیسی الکترود MTJ، الکترون‌های این تقارن بر جریان اتصال غالب هستند. در مقابل، در حالت پاد موازی (AP) MTJ، این کانال مسدود شده است، به طوری که الکترون هایی با تقارن مطلوب بعدی برای انتقال بر جریان اتصال غالب می شوند. از آنجایی که آن الکترون ها با توجه به ارتفاع مانع بزرگتر تونل می کنند، این منجر به TMR قابل توجهی می شود.
فراتر از این مقادیر بزرگ TMR در MTJهای مبتنی بر MgO،  این تأثیر ساختار الکترونیکی مانع بر اسپینترونیک تونل‌زنی به طور غیرمستقیم با مهندسی چشم‌انداز بالقوه اتصال برای الکترون‌های دارای تقارن معین تأیید شده است. این اولین بار با بررسی چگونگی الکترون های یک الکترود نیمه فلزی لانتانیم استرانسیم منگنیت با اسپین کامل (P=+1  ) و تونل پلاریزاسیون متقارن در یک سد تونل SrTiO 3 با بایاس الکتریکی به دست آمد.  آزمایش مفهومی ساده‌تر قرار دادن فاصله‌دهنده فلزی مناسب در فصل مشترک در طول رشد نمونه نیز بعداً نشان داده شد.
در حالی که نظریه، برای اولین بار در سال 2001 فرموله شد، مقادیر بزرگ TMR مرتبط با ارتفاع مانع 4eV در حالت P MTJ و 12eV در حالت AP MTJ را پیش‌بینی می‌کند، آزمایش‌ها ارتفاع مانع را تا 0.4eV نشان می‌دهند. این تناقض با در نظر گرفتن حالت های موضعی جای خالی اکسیژن در سد تونل MgO برطرف می شود. آزمایش‌های گسترده طیف‌سنجی تونل زنی حالت جامد در سراسر MgO MTJs در سال 2014 نشان داد که احتباس الکترونیکی روی زمین و حالت‌های برانگیخته یک فضای خالی اکسیژن، که وابسته به دما است، ارتفاع مانع تونل را برای الکترون‌های دارای تقارن معین تعیین می‌کند و بنابراین نسبت TMR موثر و وابستگی دمایی آن این ارتفاع سد کم به نوبه خود چگالی جریان بالایی را که برای گشتاور انتقال اسپین مورد نیاز است را ممکن می‌سازد.
منبع
M. Julliere (1975). "Tunneling between ferromagnetic films". Phys. Lett. 54A (3): 225–6. Bibcode:1975PhLA...54..225J. doi:10.1016/0375-9601(75)90174-7.
T. Miyazaki & N. Tezuka (1995). "Giant magnetic tunneling effect in Fe/Al2O3/Fe junction". J. Magn. Magn. Mater. 139 (3): L231–4. Bibcode:1995JMMM..139L.231M. doi:10.1016/0304-8853(95)90001-2.
J. S. Moodera; et al. (1995). "Large Magnetoresistance at Room Temperature in Ferromagnetic Thin Film Tunnel Junctions". Phys. Rev. Lett. 74 (16): 3273–6. Bibcode:1995PhRvL..74.3273M. doi:10.1103/PhysRevLett.74.3273. PMID 10058155.
W. H. Butler; X.-G. Zhang; T. C. Schulthess & J. M. MacLaren (2001). "Spin-dependent tunneling conductance of Fe/MgO/Fe sandwiches". Phys. Rev. B. 63 (5): 054416. Bibcode:2001PhRvB..63e4416B. doi:10.1103/PhysRevB.63.054416.
J. Mathon & A. Umerski (2001). "Theory of tunneling magnetoresistance of an epitaxial Fe/MgO/Fe (001) junction". Phys. Rev. B. 63 (22): 220403. Bibcode:2001PhRvB..63v0403M. doi:10.1103/PhysRevB.63.220403.
M. Bowen; et al. (2001). "Large magnetoresistance in Fe/MgO/FeCo(001) epitaxial tunnel junctions on GaAs(001)" (PDF). Appl. Phys. Lett. 79 (11): 1655. Bibcode:2001ApPhL..79.1655B. doi:10.1063/1.1404125. hdl:2445/33761.
S Yuasa; T Nagahama; A Fukushima; Y Suzuki & K Ando (2004). "Giant room-temperature magnetoresistance in single-crystal Fe/MgO/Fe magnetic tunnel junctions". Nat. Mater. 3 (12): 868–871. Bibcode:2004NatMa...3..868Y. doi:10.1038/nmat1257. PMID 15516927. S2CID 44430045.
S. S. P. Parkin; et al. (2004). "Giant tunnelling magnetoresistance at room temperature with MgO (100) tunnel barriers". Nat. Mater. 3 (12): 862–7. Bibcode:2004NatMa...3..862P. doi:10.1038/nmat1256. PMID 15516928. S2CID 33709206.
Ikeda, S.; Hayakawa, J.; Ashizawa, Y.; Lee, Y. M.; Miura, K.; Hasegawa, H.; Tsunoda, M.; Matsukura, F.; Ohno, H. (25 August 2008). "Tunnel magnetoresistance of 604% at 300K by suppression of Ta diffusion in CoFeB/MgO/CoFeB pseudo-spin-valves annealed at high temperature". Applied Physics Letters. 93 (8): 082508. Bibcode:2008ApPhL..93h2508I. doi:10.1063/1.2976435. S2CID 122271110.
Barry Hoberman The Emergence of Practical MRAM Archived 2011-04-27 at the Wayback Machine. Crocus Technologies
"From Hall Effect to TMR" (PDF). Crocus Technology. Retrieved 22 March 2022.
Bowen, M; Barthélémy, A; Bibes, M; Jacquet, E; Contour, J P; Fert, A; Wortmann, D; Blügel, S (2005-10-19). "Half-metallicity proven using fully spin-polarized tunnelling". Journal of Physics: Condensed Matter. 17 (41): L407–9. Bibcode:2005JPCM...17L.407B. doi:10.1088/0953-8984/17/41/L02. ISSN 0953-8984. S2CID 117180760.
Schleicher, F.; Halisdemir, U.; Lacour, D.; Gallart, M.; Boukari, S.; Schmerber, G.; Davesne, V.; Panissod, P.; Halley, D.; Majjad, H.; Henry, Y.; Leconte, B.; Boulard, A.; Spor, D.; Beyer, N.; Kieber, C.; Sternitzky, E.; Cregut, O.; Ziegler, M.; Montaigne, F.; Beaurepaire, E.; Gilliot, P.; Hehn, M.; Bowen, M. (2014-08-04). "Localized states in advanced dielectrics from the vantage of spin- and symmetry-polarized tunnelling across MgO". Nature Communications. 5: 4547. Bibcode:2014NatCo...5.4547S. doi:10.1038/ncomms5547. ISSN 2041-1723. PMID 25088937.
Bowen, M.; Barthélémy, A.; Bellini, V.; Bibes, M.; Seneor, P.; Jacquet, E.; Contour, J.-P.; Dederichs, P. (April 2006). "Observation of Fowler–Nordheim hole tunneling across an electron tunnel junction due to total symmetry filtering". Physical Review B. 73 (14): 140408. Bibcode:2006PhRvB..73n0408B. doi:10.1103/PhysRevB.73.140408. ISSN 1098-0121.
Greullet, F.; Tiusan, C.; Montaigne, F.; Hehn, M.; Halley, D.; Bengone, O.; Bowen, M.; Weber, W. (November 2007). "Evidence of a Symmetry-Dependent Metallic Barrier in Fully Epitaxial MgO Based Magnetic Tunnel Junctions". Physical Review Letters. 99 (18): 187202. Bibcode:2007PhRvL..99r7202G. doi:10.1103/PhysRevLett.99.187202. ISSN 0031-9007. PMID 17995434. S2CID 30668262.
Matsumoto, Rie; Fukushima, Akio; Yakushiji, Kay; Nishioka, Shingo; Nagahama, Taro; Katayama, Toshikazu; Suzuki, Yoshishige; Ando, Koji; Yuasa, Shinji (2009). "Spin-dependent tunneling in epitaxial Fe/Cr/MgO/Fe magnetic tunnel junctions with an ultrathin Cr(001) spacer layer". Physical Review B. 79 (17): 174436. Bibcode:2009PhRvB..79q4436M. doi:10.1103/PhysRevB.79.174436.
Mahfouzi, F.; Nagaosa, N.; Nikolić, B.K. (2012). "Spin-Orbit Coupling Induced Spin-Transfer Torque and Current Polarization in Topological-Insulator/Ferromagnet Vertical Heterostructures". Phys. Rev. Lett. 109 (16): 166602 See Eq. 13. arXiv:1202.6602. Bibcode:2012PhRvL.109p6602M. doi:10.1103/PhysRevLett.109.166602. PMID 23215105. S2CID 40870461.
[S.-C. Oh et al., Bias-voltage dependence of perpendicular spin-transfer torque in a symmetric MgO-based magnetic tunnel junctions, Nature Phys. 5, 898 (2009). (PDF)
de Sousa, D. J. P.; Ascencio, C. O.; Haney, P. M.; Wang, J. P.; Low, Tony (2021-07-01). "Gigantic tunneling magnetoresistance in magnetic Weyl semimetal tunnel junctions". Physical Review B. 104 (4): 041401. arXiv:2103.05501. Bibcode:2021PhRvB.104d1401D. doi:10.1103/physrevb.104.l041401. ISSN 2469-9950. PMC 9982938. PMID 36875244. S2CID 232168454.
Ikeda, S.; Hayakawa, J.; Ashizawa, Y.; Lee, Y.M.; Miura, K.; Hasegawa, H.; et al. (2008). "Tunnel magnetoresistance of 604% at 300 K by suppression of Ta diffusion in CoFeBMgOCoFeB pseudo-spin-valves annealed at high temperature". Applied Physics Letters. 93 (8): 39–42. Bibcode:2008ApPhL..93h2508I. doi:10.1063/1.2976435. S2CID 122271110.
Benedetti, S.; Torelli, P.; Valeri, S.; Benia, H.M.; Nilius, N.; Renaud, G. (2008). "Structure and morphology of thin MgO films on Mo(001)". Physical Review B. 78 (19): 1–8. Bibcode:2008PhRvB..78s5411B. doi:10.1103/PhysRevB.78.195411. hdl:11858/00-001M-0000-0010-FF18-5.
Bean, J.J.; Saito, M.; Fukami, S.; Sato, H.; Ikeda, S. (2017). "Atomic structure and electronic properties of MgO grain boundaries in tunnelling magnetoresistive devices". Scientific Reports. 7: 1–9. Bibcode:2017NatSR...745594B. doi:10.1038/srep45594. PMC 5379487. PMID 28374755.
Bean, J.J.; McKenna, K.P. (2018). "Stability of point defects near MgO grain boundaries in FeCoB/MgO/FeCoB magnetic tunnel junctions" (PDF). Physical Review Materials. 2 (12): 125002. Bibcode:2018PhRvM...2l5002B. doi:10.1103/PhysRevMaterials.2.125002. S2CID 197631853.
Xu, X.D.; Mukaiyama, K.; Kasai, S.; Ohkubo, T.; Hono, K. (2018). "Impact of boron diffusion at MgO grain boundaries on magneto-transport properties of MgO/CoFeB/W magnetic tunnel junctions". Acta Materialia. 161: 360–6. Bibcode:2018AcMat.161..360X. doi:10.1016/j.actamat.2018.09.028. S2CID 140024466.